# Abdalqadir as-Sufi

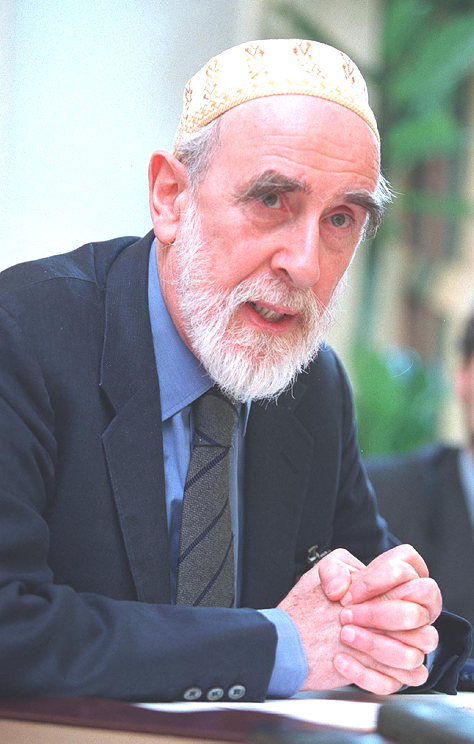
Abdalqadir as-Sufi

Scheich Abd-al-Qādir aṣ-Ṣūfī (geboren 1930 in Ayr, Schottland als Ian Dallas; gestorben am 1. August 2021 in Kapstadt, Südafrika) war ein britischer Autor und Gelehrter des Islam. Er war der Gründer der aus dem Darqawiyya-Sufiorden hervorgegangenen Murabitun-Bewegung.

## Leben
Dallas studierte an der Royal Academy of Dramatic Art. Er erarbeitete zwischen 1955 und 1966 eine Reihe von Funkdramatisierungen bekannter Romane und Erzählungen von Charlotte Brontë, William Makepeace Thackeray, Michail Jurjewitsch Lermontow, Martin Donisthorpe Armstrong und verfasste Drehbücher für TV-Serien u. a. für die BBC. Als Schauspieler wirkte er u. a. in Federico Fellinis Filmklassiker 8½ mit.
Seine Einführung in den Islam erhielt er über den Sufismus in Marokko. 1967 trat er zum Islam über. Der Imam der Qarawiyīn-Moschee in Fès, Marokko, war Zeuge seines Übertritts. Er studierte bei Scheich Muhammad ibn al-Habib in Meknès und bei dem Alawiyyascheich Muhammad al-Fayturi in Bengasi. Die Geschichte seiner Konversion gestaltete Dallas in dem autobiografischen Roman Book of Strangers.
Abdalqadir as-Sufi gründete verschiedene Moscheen in England, Spanien und Südafrika. Seine moderne, hauptsächlich aus Konvertiten bestehende Kalifatsbewegung predigt gegen die „Weltverschwörung des Kapitals“ die Wiedererrichtung des islamischen Kalifats und propagiert ein Finanz- und Wirtschaftssystem auf islamischer Grundlage, das „Wucher“ und Papiergeld verbiete. Die von dem Weimar Institut für geistes- und zeitgeschichtliche Fragen e. V. herausgegebene Islamische Zeitung wird seiner Murabitun-Bewegung zugeordnet.

## Publikationen (Auswahl)
- The Book of Strangers. Pantheon Books. New York, 1972
- Die zehn Sinfonien Gorka Königs. Deutsch von Friedrich Gross. Turmverlag. Weimar, 1993, ISBN 978-3-929080-02-5.
- Der neue Wagnerianer. Deutsch von Friedrich Gross. Turmverlag. Weimar, 1994, ISBN 978-3-929080-11-7.
- Was ist Sufismus? Eine Einführung in Geschichte, Wesen und meditative Praxis der islamischen Mystik. Verlag O. W. Barth. Bern, München, Wien, 1996, ISBN 978-3-502-65496-4
- The Collected Works by Ian Dallas, Budgate Press, 2005, ISBN 0-620-34379-6

## Trivia
Dallas soll seinem Freund Eric Clapton ein Buch mit der englischen Übersetzung von Nizamis Liebesepos Leila und Madschnun gegeben haben, was diesen zu seinem Erfolgslied Layla anregte.